# Махмуд Кашгарі
Махмуд ібн аль-Хусейн ібн Мухаммад аль-Кашгарі (араб. محمود بن الحسين بن محمد الكاشغري; бл. 1028 — бл. 1102) — середньовічний тюркський філолог, лексикограф, картограф.

## Життєпис
Походив з гасанідської гілки династії Караханідів. Онук Мухаммад Богра-хана, син Хусейна Чагри-тегіна, правителя Барсхана. Народився 1028 або 1029 року, ймовірно в Барсхані. Здобув ґрунтовну освіту у кашгарському медресе Саджіа. Його вчителями були Джалал ад-Дін Багдаді й аз-Захід Хусеїн.
У 1056 році в Кашгар до влади прийшов дід Махмуда, який через 15 місяців вирішив передати владу своєму сину Хусейну, батькові Махмуда. Але вже невдовзі, внаслідок палацової змови, Хусейн та Мухаммад Богра-хан були отруєні. Через це Махмуд у 1057 році був змушений тікати з Кашгара. Він перебирається до Мавераннахру, де продовжує навчання в Бухарі. Потім перебирається до Нішапуру, а звідти вирушає до Багдаду. При цьому Махмуд довгий час подорожує землями, населеними тюркськими народами та племенами.
У 1080 року на запрошення свого родича — Гарун Богра-хана II — Махмуд повертається в Кашгар, де мешкає до жовтня 1083 року. Рік та місце його смерті невідомі. Але деякі уйгурські вчені вважають, що він помер 1101 або 1102 року, за іншою версією — 1126 року. Ймовріно Махмуда Кашгарі було поховано в селі Опол (Упал), поблизу Кашгару.

## Поховання
Мазар Махмуда Кашгарі в Опалі, названий пізніше «Гробницею священного вчителя», було відреставровано у 1984 році. Але місцеві мешканці стверджують, що цей мазар належав суфійському шейху, який жив у XVIII ст.

## Творчість
Основною працею є «Словник тюркських розмов» («Дивані лугат ат-тюрк»). Його було почато у 1072/1073 році, а завершено близько 1083/1085 року. Присвячено багдадському халіфу Абдуллаху аль-Муктаді. Тому словник складено арабською мовою, але він містить тексти тюркскою мовою, що є одними з найдавніших (поруч з «Кутадгу Білік» Юсуфа Баласагуні). Тепер ця праця зберігається в єдиній копії в Національній бібліотеці Туреччині (Стамбул).
Це своєрідна енциклопедію, в якій зібрано та узагальнено історико-культурний, етнографічний та лінгвістичний матеріал. Наводяться обрядові та ліричні пісні, зразки даньотюркської поезії, уривки героїчного епосу, історичні перекази та легенди, історичні події (багато відомостей про історію й географію тюркських племен, війни з Хотаном, політичні відносини Караханідської держави з Китаєм), понад 400 прислів'їв, приказок та усних висловів.
Ця праця дає уявлення про фонетичні та морфологічні явища та особливості діалектних форм тюркських мов (в їх порівнянні), зокрема кипчаків й огузів Кримського півострова. Також приводяться значні лігвістичні відомості з тюркської граматики, яку автор порівнює з арабською. Автор впровадив увів у вивчення мов порівняльний метод та історичний підхід, заклавши основи того, що нині відоме як тюркологія. Кашгарі відстоював монолінгвізм і чистомовство тюркських мов і вірив у перевагу кочового народу над міським населенням.
Водночас є літературним пам'ятником тюркської культури, який увічнив етичні цінності та норми поведінки, звичаї, побут й культуру, розкрив музичну термінологію, надав назви музичних інструментів тюрок (при цьому вказав, які саме інструменти кожне з тюркських племен використовує).
Махмуд Кашгарі приділив увагу опису світосприйняття тюркських народів у XI столітті. У книзі, поряд із давнім зороастрійсько-шаманістським світопредставленням, відображені базові елементи ісламу та суфізму. Також у Кашгарі помітне ґрунтовне знання всіх областей середньовічної мусульманської науки. При цьому виступає на боці ісламу, зображуючи усіх немусульман в негативному світлі.
До книги також увійшла перша відома мапа територій, населених тюркськими народами. Вона охоплює землі від Італії і Балкан (на заході) до Китаю і Японії (на сході), від земель оугів й кипчаків (на півночі) до Індії (на півдні). При цьому тепер вважається першоюмапою, дезображено Японію (під назвою Капарка). Мапа має округлу форму. В цьому наслідував принципа Біруні. При цьому вона тюркоцентрачна, провідні міста Караханідів, розташовано у центрі — Кашгар, Баласгун і Барсхан. Окремо в праці наводиться лінгвістичний аналіз географічних назв, їх ономастику.
Крім того, в праці є цикл віршів Махмуд Кашгарі про війну Караханідів проти уйгурських буддистів.

## Пам'ять
- 2004 року Кирзизько-кувейтський університет перейменовано на Східний університет імені Махмуда Кашгарі-Барскані.
- 2008 рік ЮНЕСКО оголошувало роком Махмуда Кашгарі.